# Temporada 2020 del Campeonato Brasileño de Motovelocidade
La temporada 2020 del Campeonato Brasileño de Motovelocidade es la 5.ª edición sin el sello del Moto 1000 GP y la 10.ª edición del Campeonato Brasileño de Motovelicidade.
El "Campeonato Brasileño de Moto 1000 GP" es la principal categoría de motociclismo en Brasil junto con Campeonato Brasileño de Superbikes. Fue creado en 2011. y ha sido gestionado desde su fundación por la empresa de Alex Barros.
Una superbike (abreviado a menudo como SBK) es un tipo de motocicleta que se utiliza en competiciones de motociclismo de velocidad, entre ellas el Campeonato Mundial de Superbikes y el Campeonato Mundial de Motociclismo de Resistencia. A diferencia de las motocicletas usadas en el Campeonato Mundial de Motociclismo, las superbikes deben ser modelos derivados de los de serie. Esto las hace menos costosas de desarrollar y mantener, por lo cual varios campeonatos nacionales de motociclismo de velocidad se disputan con ellas.
Para que las marcas de motocicletas puedan usar sus motocicletas en los campeonatos, deben primero homologarlas y vender una cierta cantidad de unidades al público. Según el campeonato, se permite la modificación de suspensiones, frenos y ruedas. Los motores son de alta cilindrada: entre 850 y 1200 cc para motores bicilíndricos, y entre 750 y 1000 cc para los de cuatro cilindros. Hasta mediados de la década de 1990, también se permitieron motores de dos tiempos en lugar de cuatro tiempos, en este caso de hasta 500 cc de cilindrada.

## Calendario
| Ronda | Fecha            | Gran Premio            | Circuito                                          | Ciudad       | Horário | Info  |
| ----- | ---------------- | ---------------------- | ------------------------------------------------- | ------------ | ------- | ----- |
| 1     | 9 de agosto      | Grande Prêmio Goiás    | Autódromo Internacional Ayrton Senna              | Goiânia, GO  | 12h40   | [ 2 ] |
| 2     | 27 de septiembre | Grande Prêmio Curvelo  | Circuito dos Cristais                             | Curvelo,MG   | 13h55   | [ 3 ] |
| 3     | 1 de noviembre   | Grande Prêmio Gerais   | Circuito dos Cristais                             | Curvelo,MG   | 13h38   | [ 4 ] |
| 4     | 22 de noviembre  | Grande Prêmio Cascavel | Autódromo Internacional de Cascavel - Zilmar Beux | Cascavel, PR | 12h10   | [ 5 ] |
| 5     | 13 de diciembre  | Grande Prêmio Pirelli  | Autódromo Internacional Ayrton Senna              | Goiânia, GO  | 13h38   | [ 6 ] |

## Equipos y pilotos

### Superbike
| Equipo                  | Constructor | Moto                  | Neu. | N.º | Piloto                  | Rondas  |
| ----------------------- | ----------- | --------------------- | ---- | --- | ----------------------- | ------- |
| Dazzi Racing            | BMW         | BMW S1000RR           | P    | 48  | Rodrigo Dazzi           | Todas   |
| Dazzi Racing            | BMW         | BMW S1000RR           | P    | 17  | Wendell Vaz             | 1-2     |
| Martini Racing          | Kawasaki    | Kawasaki Ninja ZX-10R | M    | 32  | Lucas Cavalcanti        | 2-5     |
| Martini Racing          | Kawasaki    | Kawasaki Ninja ZX-10R | M    | 72  | Fernando Sobral         | 1-2 y 5 |
| Kremer Racing           | Yamaha      | Yamaha YZF R1         | P    | 96  | Breno Pinto             | 1-3 y 5 |
| Panasport Team          | Suzuki      | Suzuki GSX-R 1000     | B    | 98  | Édson Luiz "Cachorrão"  | 1 y 3   |
| Cougar Primagaz Racing  | BMW         | BMW S1000RR           | P    | 78  | Pedro Lins              | 2-3 y 5 |
| Cougar Primagaz Racing  | BMW         | BMW S1000RR           | P    | 57  | Daniel Sánches          | 1-2     |
| RC Racing               | Honda       | Honda CBR 1000RR      | P    | 18  | Márcio Bortolini        | 4       |
| RC Racing               | Honda       | Honda CBR 1000RR      | P    | 3   | Ivan Bellarosa          | 5       |
| Brun Motorsport         | BMW         | BMW S1000RR           | P    | 1   | Luís Ferraz             | 1       |
| Brun Motorsport         | BMW         | BMW S1000RR           | P    | 52  | João Ricardo Reis       | 1 y 5   |
| Brun Motorsport         | BMW         | BMW S1000RR           | P    | 92  | Demétrius Machado       | 1-3     |
| Bieri Racing            | Aprilia     | Aprilia RSV4          | M    | 59  | Victor Villaverde       | 1       |
| Bieri Racing            | Aprilia     | Aprilia RSV4          | M    | 34  | Marcelo Strunk          | 2-4     |
| Advan Sports Nova       | Kawasaki    | Kawasaki Ninja ZX-10R | M    | 14  | Alessandro Andrade      | 1       |
| Advan Sports Nova       | Kawasaki    | Kawasaki Ninja ZX-10R | M    | 85  | Guto Figueiredo         | 1-3 y 5 |
| From A Racing           | Ducati      | Ducati 1299R Panigale | M    | 45  | Túlio Fernandes         | 3       |
| From A Racing           | Ducati      | Ducati 1299R Panigale | M    | 36  | Alan Dantas Souza       | 1-4     |
| Obermaier Racing        | Kawasaki    | Kawasaki Ninja ZX-10R | B    | 20  | Jirios Semaan Abboud    | Todas   |
| Obermaier Racing        | Kawasaki    | Kawasaki Ninja ZX-10R | B    | 39  | Michel Semaan Abboud    | Todas   |
| Hoshino Racing          | Kawasaki    | Kawasaki Ninja ZX-10R | B    | 82  | Gustavo Leite           | 1-2     |
| Hoshino Racing          | Kawasaki    | Kawasaki Ninja ZX-10R | B    | 66  | Luís Bertoli            | Todas   |
| Central 20 Racing Team  | Ducati      | Ducati 1299R Panigale | P    | 9   | Pedro Henrique Costa    | 1       |
| Krauly Racing           | Kawasaki    | Kawasaki Ninja ZX-10R | B    | 43  | William Barros          | 1-2     |
| Krauly Racing           | Kawasaki    | Kawasaki Ninja ZX-10R | B    | 79  | Victor Azevedo Oliveira | 3       |
| Krauly Racing           | Kawasaki    | Kawasaki Ninja ZX-10R | B    | 51  | Alexandre Antônio       | 1-3     |
| Cosmic Racing           | Suzuki      | Suzuki GSX-R 1000     | B    | 89  | Danilo Costa            | 1       |
| Dome Motorsport         | Honda       | Honda CBR 1000RR      | B    | 69  | Raphael Santos          | 1       |
| Dome Motorsport         | Honda       | Honda CBR 1000RR      | B    | 56  | Leonardo Brasil         | 2       |
| Dome Motorsport         | Honda       | Honda CBR 1000RR      | B    | 80  | Marcos Ramalho          | 1       |
| Bussi Racing            | BMW         | BMW S1000RR           | B    | 55  | Leocácio Cordeiro       | 3       |
| Bussi Racing            | BMW         | BMW S1000RR           | B    | 71  | Luís Felipe Charry      | 3       |
| Auto Beaurex Motorsport | BMW         | BMW S1000RR           | B    | 19  | Marcelo Dutra           | 1       |
| Auto Beaurex Motorsport | BMW         | BMW S1000RR           | B    | 10  | Felipe Bittencourt      | 1       |
| Kumsan Tiger Team       | Kawasaki    | Kawasaki Ninja ZX-10R | B    | 29  | Thiago Velten           | 3       |
| Kumsan Tiger Team       | Kawasaki    | Kawasaki Ninja ZX-10R | B    | 8   | Vinícius Freire         | 2       |
| Alpha Cubic Racing Team | Kawasaki    | Kawasaki Ninja ZX-10R | B    | 33  | Carlos Griffo           | 2       |

| Leyenda             |
| ------------------- |
| Piloto regular      |
| Piloto invitado     |
| Piloto de reemplazo |

### Supersport 600
| Equipo               | Constructor | Moto                 | Neu. | N.º | Piloto                 | Rondas  |
| -------------------- | ----------- | -------------------- | ---- | --- | ---------------------- | ------- |
| Gebhardt Motorsport  | Kawasaki    | Kawasaki Ninja ZX-6R | M    | 26  | Bruno César Borges     | Todas   |
| Gebhardt Motorsport  | Kawasaki    | Kawasaki Ninja ZX-6R | M    | 43  | Welber Barros          | Todas   |
| Team Labatt          | Yamaha      | Yamaha YZF-R6        | P    | 96  | Rodrigo Gregório       | Todas   |
| Team Labatt          | Yamaha      | Yamaha YZF-R6        | P    | 6   | Toufic Haddad          | 2 y 5   |
| ADA Engineering      | Yamaha      | Yamaha YZF-R6        | B    | 36  | Carlos Quintas         | 4       |
| Carma FF             | Kawasaki    | Kawasaki Ninja ZX-6R | B    | 76  | Antônio Franzen        | 2-5     |
| Carma FF             | Kawasaki    | Kawasaki Ninja ZX-6R | B    | 38  | Matheus Barbosa        | 1       |
| Grifo Autoracing     | Honda       | Honda CBR 600RR      | M    | 8   | Eduardo Barros         | Todas   |
| Grifo Autoracing     | Honda       | Honda CBR 600RR      | M    | 42  | Régis Santos           | 1 y 4-5 |
| Castrol Racing       | Kawasaki    | Kawasaki Ninja ZX-6R | B    | 88  | Alex Pires             | 2-5     |
| Castrol Racing       | Kawasaki    | Kawasaki Ninja ZX-6R | B    | 79  | Vicente Flores Arteaga | 1 y 5   |
| Bassaler Engineering | Kawasaki    | Kawasaki Ninja ZX-6R | P    | 2   | Olímpio Antônio Filho  | 1       |
| Bassaler Engineering | Kawasaki    | Kawasaki Ninja ZX-6R | P    | 23  | Fran Lopes             | 2 y 4   |
| Strandell Motors     | Honda       | Honda CBR 600RR      | M    | 97  | Lucas Langoni          | 4       |
| Strandell Motors     | Honda       | Honda CBR 600RR      | M    | 19  | Gabriel Kannermann     | 5       |
| Baker Promotions     | Gas Gas     | Gas Gas G600 Concept | M    | 4   | César Heua             | 5       |

| Leyenda             |
| ------------------- |
| Piloto regular      |
| Piloto invitado     |
| Piloto de reemplazo |

### Supersport 500
| Equipo              | Constructor | Moto                 | Neu. | N.º | Piloto               | Rondas  |
| ------------------- | ----------- | -------------------- | ---- | --- | -------------------- | ------- |
| Santucci Motorsport | Yamaha      | Yamaha YZF-R5        | P    | 71  | Caíque Lanna Menezes | Todas   |
| Santucci Motorsport | Yamaha      | Yamaha YZF-R5        | P    | 80  | José de Barros Neto  | Todas   |
| Gebhardt Motorsport | Kawasaki    | Kawasaki Ninja Z-500 | P    | 16  | Adalberto Pereira    | Todas   |
| Gebhardt Motorsport | Kawasaki    | Kawasaki Ninja Z-500 | P    | 52  | Rafael Oliveira      | Todas   |
| Grifo Autoracing    | Honda       | Honda CBR 500R       | M    | 36  | Marcelo Louzada      | 2-5     |
| Grifo Autoracing    | Honda       | Honda CBR 500R       | M    | 56  | Rodrigo Gallo        | 2       |
| ADA Engineering     | Kawasaki    | Kawasaki Ninja Z-500 | P    | 86  | Raquel Vaz           | Todas   |
| ADA Engineering     | Kawasaki    | Kawasaki Ninja Z-500 | P    | 30  | Eduardo Santana      | Todas   |
| Strandell Motors    | Suzuki      | Suzuki GS 500 F      | M    | 7   | Yonathan Rodríguez   | 1-2 y 5 |
| Strandell Motors    | Suzuki      | Suzuki GS 500 F      | M    | 37  | Fernando Sapun       | 2-4     |
| Dome Motorsport     | BMW         | BMW M500RR           | P    | 26  | Wellington Pinheiro  | 3       |
| Dome Motorsport     | BMW         | BMW M500RR           | P    | 62  | Rodrigo Minoru       | 4       |
| Brun Motorsport     | Ducati      | Ducati Maranello 500 | P    | 45  | Leandro Mamut        | 1-3     |
| Brun Motorsport     | Ducati      | Ducati Maranello 500 | P    | 81  | Rogério Santos       | 2-3     |

| Leyenda             |
| ------------------- |
| Piloto regular      |
| Piloto invitado     |
| Piloto de reemplazo |

### Supersport 300
| Equipo                 | Constructor | Moto               | Neu. | N.º | Piloto                           | Rondas |
| ---------------------- | ----------- | ------------------ | ---- | --- | -------------------------------- | ------ |
| Gebhardt Motorsport    | Kawasaki    | Kawasaki Ninja 400 | M    | 30  | João Arratia                     | Todas  |
| Gebhardt Motorsport    | Kawasaki    | Kawasaki Ninja 400 | M    | 43  | Adalberto Pereira                | Todas  |
| Team Labatt            | Yamaha      | Yamaha YZF-R3      | P    | 44  | Caíque Lanna Menezes             | Todas  |
| Team Labatt            | Yamaha      | Yamaha YZF-R3      | P    | 84  | Guilherme Fernandes "Foguetinho" | 3      |
| ADA Engineering        | Kawasaki    | Kawasaki Ninja 400 | M    | 41  | Raquel Vaz                       | Todas  |
| ADA Engineering        | Kawasaki    | Kawasaki Ninja 400 | M    | 14  | Aurélio Rocha                    | 5      |
| Ecurie Ecosse          | Kawasaki    | Kawasaki Ninja 400 | P    | 55  | Raphael Lopes                    | 2-3    |
| Carma FF               | Kawasaki    | Kawasaki Ninja 400 | P    | 13  | Jorge Santos Jr                  | 2-5    |
| Carma FF               | Kawasaki    | Kawasaki Ninja 400 | P    | 94  | Ronaldo Viana                    | 5      |
| Grifo Autoracing       | Yamaha      | Yamaha YZF-R3      | P    | 33  | Lucca Heckler                    | 2-5    |
| Grifo Autoracing       | Yamaha      | Yamaha YZF-R3      | P    | 29  | José de Barros Neto              | Todas  |
| Castrol Racing         | Kawasaki    | Kawasaki Ninja 400 | M    | 80  | João Fascinelli                  | 2-5    |
| Castrol Racing         | Kawasaki    | Kawasaki Ninja 400 | M    | 2   | Wesley Ramos                     | 2 y 5  |
| Castrol Racing         | Kawasaki    | Kawasaki Ninja 400 | M    | 54  | Wellington Laureano              | 1-3    |
| Cerciari School Racing | Yamaha      | Yamaha YZF-R3      | M    | 27  | Waldemir Borges                  | Todas  |
| Cerciari School Racing | Yamaha      | Yamaha YZF-R3      | M    | 52  | Vinícius Linhares                | 2-3    |
| Bassaler Engineering   | Yamaha      | Yamaha YZF-R3      | M    | 31  | Miguel Henrique Daniel           | 4-5    |
| Bassaler Engineering   | Yamaha      | Yamaha YZF-R3      | M    | 42  | Cláudio Aleixo                   | 5      |
| Mr S Racing Product    | Yamaha      | Yamaha YZF-R3      | P    | 11  | Benedito Alves                   | 1-3    |
| Mr S Racing Product    | Yamaha      | Yamaha YZF-R3      | P    | 72  | Danilo Caldeira                  | 2      |
| Strandell Motors       | Suzuki      | Suzuki G300        | P    | 35  | Enzo Calgaroto Valentim          | 5      |
| Strandell Motors       | Suzuki      | Suzuki G300        | P    | 69  | Ricardo Rossi                    | 1      |
| Baker Promotions       | Kawasaki    | Kawasaki Ninja 400 | P    | 97  | Rafael Oliveira                  | 1      |
| Baker Promotions       | Kawasaki    | Kawasaki Ninja 400 | P    | 83  | Eduardo Santana                  | 1      |
| Baker Promotions       | Kawasaki    | Kawasaki Ninja 400 | P    | 53  | Élton Nunes                      | 2-3    |

| Leyenda             |
| ------------------- |
| Piloto regular      |
| Piloto invitado     |
| Piloto de reemplazo |

### Yamalube R3 bLU cRU Cup - Categoría Talent
| Equipo                  | Constructor | Moto          | Neu. | N.º | Piloto                        | Rondas |
| ----------------------- | ----------- | ------------- | ---- | --- | ----------------------------- | ------ |
| Santucci Motorsport     | Yamaha      | Yamaha YZF-R3 | P    | 26  | Humberto Maier "Turquinho Jr" | Todas  |
| Santucci Motorsport     | Yamaha      | Yamaha YZF-R3 | P    | 46  | Eduardo Burr                  | Todas  |
| MB Performance          | Yamaha      | Yamaha YZF-R3 | P    | 6   | Facundo Llambias              | 3-5    |
| MB Performance          | Yamaha      | Yamaha YZF-R3 | P    | 17  | Leopoldo Manella              | 1-2    |
| Pilette Speed Tradition | Yamaha      | Yamaha YZF-R3 | P    | 78  | Kaywan Freire "Kaká Fumaça"   | Todas  |
| Pilette Speed Tradition | Yamaha      | Yamaha YZF-R3 | P    | 58  | Mário Salles                  | Todas  |
| Weldsports              | Yamaha      | Yamaha YZF-R3 | P    | 23  | João Arratia                  | Todas  |
| Weldsports              | Yamaha      | Yamaha YZF-R3 | P    | 48  | Fábio Florian                 | Todas  |
| Duesenberg Racing       | Yamaha      | Yamaha YZF-R3 | P    | 2   | Brayann Ligeirinho            | 1      |
| Duesenberg Racing       | Yamaha      | Yamaha YZF-R3 | P    | 61  | Alex Cauã                     | 4      |
| Lovell Motorsport       | Yamaha      | Yamaha YZF-R3 | P    | 4   | Julian Nascimento             | 5      |
| Lovell Motorsport       | Yamaha      | Yamaha YZF-R3 | P    | 87  | Rafinha Fernandes             | Todas  |
| Kleiman Autosport       | Yamaha      | Yamaha YZF-R3 | P    | 53  | Gustavo Manso                 | Todas  |
| Kleiman Autosport       | Yamaha      | Yamaha YZF-R3 | P    | 91  | Miguel Henrique "Carioca"     | Todas  |
| TRAC Team               | Yamaha      | Yamaha YZF-R3 | P    | 72  | Facundo Mora                  | 5      |
| TRAC Team               | Yamaha      | Yamaha YZF-R3 | P    | 85  | Lucca Augusto Mello           | Todas  |
| Movisport               | Yamaha      | Yamaha YZF-R3 | P    | 73  | Kevin Fontainha               | Todas  |
| Movisport               | Yamaha      | Yamaha YZF-R3 | P    | 10  | Sarah Conessa                 | Todas  |
| RGA Sportsmanship       | Yamaha      | Yamaha YZF-R3 | P    | 44  | Téo Mascarenhas               | 2      |
| RGA Sportsmanship       | Yamaha      | Yamaha YZF-R3 | P    | 75  | Pedro Balla                   | Todas  |
| Rangoni Motorsport      | Yamaha      | Yamaha YZF-R3 | P    | 86  | Rubén Yáñez                   | 3      |
| Rangoni Motorsport      | Yamaha      | Yamaha YZF-R3 | P    | 54  | Enzo Valentim Garcia          | 5      |
| Top Run Racing          | Yamaha      | Yamaha YZF-R3 | P    | 32  | Caíque Lanna Menezes          | Todas  |
| Top Run Racing          | Yamaha      | Yamaha YZF-R3 | P    | 21  | João Fascinelli               | Todas  |
| Vaccari Motori          | Yamaha      | Yamaha YZF-R3 | P    | 37  | Renan Fui                     | Todas  |
| Vaccari Motori          | Yamaha      | Yamaha YZF-R3 | P    | 92  | Juan Viera                    | 5      |
| Giraldi Tecno Sport     | Yamaha      | Yamaha YZF-R3 | P    | 97  | Enzo Maccapani                | Todas  |
| Giraldi Tecno Sport     | Yamaha      | Yamaha YZF-R3 | P    | 30  | Rubens Mesquita               | 1      |
| GASS Racing             | Yamaha      | Yamaha YZF-R3 | P    | 84  | Matheus Machado               | Todas  |
| GASS Racing             | Yamaha      | Yamaha YZF-R3 | P    | 99  | Cauã Rodrigues                | 1-2    |

| Leyenda             |
| ------------------- |
| Piloto regular      |
| Piloto invitado     |
| Piloto de reemplazo |

### Yamalube R3 bLU cRU Cup - Categoría PRO
| Equipo              | Constructor | Moto          | Neu. | N.º | Piloto                       | Rondas  |
| ------------------- | ----------- | ------------- | ---- | --- | ---------------------------- | ------- |
| Hartmann Racing     | Yamaha      | Yamaha YZF-R3 | P    | 48  | Izán Ferrero                 | 5       |
| Hartmann Racing     | Yamaha      | Yamaha YZF-R3 | P    | 10  | Rafael Palmieri "Rizada"     | Todas   |
| Lanza Motorsport    | Yamaha      | Yamaha YZF-R3 | P    | 29  | Flávio Brito                 | Todas   |
| Lanza Motorsport    | Yamaha      | Yamaha YZF-R3 | P    | 1   | Pierre Balducci              | Todas   |
| GASS Racing         | Yamaha      | Yamaha YZF-R3 | P    | 38  | Gustavo Ramírez              | 5       |
| Jaguar Dealers Team | Yamaha      | Yamaha YZF-R3 | P    | 65  | Michel Velludo               | Todas   |
| Jaguar Dealers Team | Yamaha      | Yamaha YZF-R3 | P    | 83  | Édson Pikoloco "Edinho"      | Todas   |
| Giraldi Tecno Sport | Yamaha      | Yamaha YZF-R3 | P    | 20  | Guilherme Soares             | Todas   |
| Giraldi Tecno Sport | Yamaha      | Yamaha YZF-R3 | P    | 86  | Ricardo Castilho             | Todas   |
| Tecnodom            | Yamaha      | Yamaha YZF-R3 | P    | 7   | Alex Schultz                 | Todas   |
| Tecnodom            | Yamaha      | Yamaha YZF-R3 | P    | 60  | José Altair "Tico"           | Todas   |
| Solaris Motorsport  | Yamaha      | Yamaha YZF-R3 | P    | 30  | Rodolfo Martins              | 3       |
| Solaris Motorsport  | Yamaha      | Yamaha YZF-R3 | P    | 85  | Thiago Winker                | 4-5     |
| Roma Racing Team    | Yamaha      | Yamaha YZF-R3 | P    | 62  | Nestore Francisco Guarino    | 3 y 5   |
| Roma Racing Team    | Yamaha      | Yamaha YZF-R3 | P    | 35  | Nestore Guarino Sr.          | 1-3 y 5 |
| Dinamic Team        | Yamaha      | Yamaha YZF-R3 | P    | 74  | Henrique Franco              | Todas   |
| Petri Corse         | Yamaha      | Yamaha YZF-R3 | P    | 19  | Ronaldo Guimarães "Suricato" | 1-3 y 5 |
| Petri Corse         | Yamaha      | Yamaha YZF-R3 | P    | 64  | Kevin Salazar                | 1 y 5   |
| Batt Promotion      | Yamaha      | Yamaha YZF-R3 | P    | 89  | Luiz Kik Tavares             | Todas   |
| Batt Promotion      | Yamaha      | Yamaha YZF-R3 | P    | 40  | Jorge Ramos                  | 4-5     |
| Adria Racing System | Yamaha      | Yamaha YZF-R3 | P    | 71  | Marcelo Saracchi             | 1 y 5   |
| Adria Racing System | Yamaha      | Yamaha YZF-R3 | P    | 34  | Román Rodríguez              | 1 y 5   |
| Phoenix Racing      | Yamaha      | Yamaha YZF-R3 | P    | 78  | Hebert Pereira               | 2-5     |
| Phoenix Racing      | Yamaha      | Yamaha YZF-R3 | P    | 81  | Victor Costa                 | 3 y 5   |

| Leyenda             |
| ------------------- |
| Piloto regular      |
| Piloto invitado     |
| Piloto de reemplazo |

## Resultados

### Superbike
| Ronda | Gran Premio            | Fecha            | Pole Position  | Vuelta rápida    | Piloto ganador       | Equipo ganador   | Constructor | Ref.   |
| ----- | ---------------------- | ---------------- | -------------- | ---------------- | -------------------- | ---------------- | ----------- | ------ |
| 1     | Grande Prêmio Goiás    | 9 de agosto      | Luís Ferraz    | Wendell Vaz      | Wendell Vaz          | Dazzi Racing     | BMW         | [ 7 ]  |
| 2     | Grande Prêmio Curvelo  | 27 de septiembre | Marcelo Strunk | Guto Figueiredo  | Jirios Semaan Abboud | Obermaier Racing | Kawasaki    | [ 8 ]  |
| 3     | Grande Prêmio Gerais   | 1 de noviembre   | Rodrigo Dazzi  | Rodrigo Dazzi    | Rodrigo Dazzi        | Dazzi Racing     | BMW         | [ 9 ]  |
| 4     | Grande Prêmio Cascavel | 22 de noviembre  | Rodrigo Dazzi  | Márcio Bortolini | Márcio Bortolini     | RC Racing        | Honda       | [ 10 ] |
| 5     | Grande Prêmio Pirelli  | 13 de diciembre  | Rodrigo Dazzi  | Rodrigo Dazzi    | Rodrigo Dazzi        | Dazzi Racing     | BMW         | [ 11 ] |

### Supersport 600
| Ronda | Gran Premio            | Fecha            | Pole Position      | Vuelta rápida      | Piloto ganador     | Equipo ganador      | Constructor | Ref.   |
| ----- | ---------------------- | ---------------- | ------------------ | ------------------ | ------------------ | ------------------- | ----------- | ------ |
| 1     | Grande Prêmio Goiás    | 9 de agosto      | Bruno César Borges | Bruno César Borges | Matheus Barbosa    | Carma FF            | Kawasaki    | [ 7 ]  |
| 2     | Grande Prêmio Curvelo  | 27 de septiembre | Rodrigo Gregório   | Rodrigo Gregório   | Rodrigo Gregório   | Team Labatt         | Yamaha      | [ 8 ]  |
| 3     | Grande Prêmio Gerais   | 1 de noviembre   | Bruno César Borges | Antônio Franzen    | Rodrigo Gregório   | Team Labatt         | Yamaha      | [ 9 ]  |
| 4     | Grande Prêmio Cascavel | 22 de noviembre  | Bruno César Borges | Bruno César Borges | Bruno César Borges | Gebhardt Motorsport | Kawasaki    | [ 12 ] |
| 5     | Grande Prêmio Pirelli  | 13 de diciembre  | Bruno César Borges | Bruno César Borges | Bruno César Borges | Gebhardt Motorsport | Kawasaki    | [ 11 ] |

### Supersport 500
| Ronda | Gran Premio            | Fecha            | Pole Position        | Vuelta rápida        | Piloto ganador       | Equipo ganador      | Constructor | Ref.   |
| ----- | ---------------------- | ---------------- | -------------------- | -------------------- | -------------------- | ------------------- | ----------- | ------ |
| 1     | Grande Prêmio Goiás    | 9 de agosto      | Raquel Vaz           | Caíque Lanna Menezes | Caíque Lanna Menezes | Santucci Motorsport | Yamaha      | [ 7 ]  |
| 2     | Grande Prêmio Curvelo  | 27 de septiembre | Adalberto Pereira    | Adalberto Pereira    | Adalberto Pereira    | Gebhardt Motorsport | Kawasaki    | [ 8 ]  |
| 3     | Grande Prêmio Gerais   | 1 de noviembre   | Caíque Lanna Menezes | Caíque Lanna Menezes | Caíque Lanna Menezes | Santucci Motorsport | Yamaha      | [ 9 ]  |
| 4     | Grande Prêmio Cascavel | 22 de noviembre  | Caíque Lanna Menezes | Eduardo Santana      | Caíque Lanna Menezes | Santucci Motorsport | Yamaha      | [ 13 ] |
| 5     | Grande Prêmio Pirelli  | 13 de diciembre  | Yonathan Rodríguez   | Rafael Oliveira      | Adalberto Pereira    | Gebhardt Motorsport | Kawasaki    | [ 11 ] |

### Supersport 300
| Ronda | Gran Premio            | Fecha            | Pole Position        | Vuelta rápida        | Piloto ganador       | Equipo ganador      | Constructor | Ref.   |
| ----- | ---------------------- | ---------------- | -------------------- | -------------------- | -------------------- | ------------------- | ----------- | ------ |
| 1     | Grande Prêmio Goiás    | 9 de agosto      | Caíque Lanna Menezes | Caíque Lanna Menezes | Caíque Lanna Menezes | Team Labatt         | Yamaha      | [ 7 ]  |
| 2     | Grande Prêmio Curvelo  | 27 de septiembre | Caíque Lanna Menezes | Caíque Lanna Menezes | Caíque Lanna Menezes | Team Labatt         | Yamaha      | [ 8 ]  |
| 3     | Grande Prêmio Gerais   | 1 de noviembre   | Caíque Lanna Menezes | João Arratia         | João Arratia         | Gebhardt Motorsport | Kawasaki    | [ 9 ]  |
| 4     | Grande Prêmio Cascavel | 22 de noviembre  | Caíque Lanna Menezes | Caíque Lanna Menezes | Caíque Lanna Menezes | Team Labatt         | Yamaha      | [ 12 ] |
| 5     | Grande Prêmio Pirelli  | 13 de diciembre  | João Arratia         | João Arratia         | João Arratia         | Gebhardt Motorsport | Kawasaki    | [ 11 ] |

### Yamalube R3 bLU cRU Cup - Categoría Talent
| Ronda | Gran Premio            | Fecha            | Pole Position                 | Vuelta rápida                 | Piloto ganador                | Equipo ganador          | Constructor | Ref.   |
| ----- | ---------------------- | ---------------- | ----------------------------- | ----------------------------- | ----------------------------- | ----------------------- | ----------- | ------ |
| 1     | Grande Prêmio Goiás    | 9 de agosto      | Kaywan Freire "Kaká Fumaça"   | Humberto Maier "Turquinho Jr" | Kaywan Freire "Kaká Fumaça"   | Pilette Speed Tradition | Yamaha      | [ 14 ] |
| 1     | Grande Prêmio Goiás    | 9 de agosto      | Humberto Maier "Turquinho Jr" | Leopoldo Manella              | Leopoldo Manella              | MB Performance          | Yamaha      | [ 15 ] |
| 2     | Grande Prêmio Curvelo  | 27 de septiembre | Humberto Maier "Turquinho Jr" | Caíque Lanna Menezes          | Caíque Lanna Menezes          | Top Run Racing          | Yamaha      | [ 16 ] |
| 2     | Grande Prêmio Curvelo  | 27 de septiembre | Humberto Maier "Turquinho Jr" | Humberto Maier "Turquinho Jr" | Humberto Maier "Turquinho Jr" | Santucci Motorsport     | Yamaha      | [ 17 ] |
| 3     | Grande Prêmio Gerais   | 1 de noviembre   | Kevin Fontainha               | Kevin Fontainha               | Fábio Florian                 | Weldsports              | Yamaha      | [ 18 ] |
| 3     | Grande Prêmio Gerais   | 1 de noviembre   | Facundo Llambias              | Facundo Llambias              | Facundo Llambias              | MB Performance          | Yamaha      | [ 19 ] |
| 4     | Grande Prêmio Cascavel | 22 de noviembre  | João Arratia                  | Kevin Fontainha               | Renan Fui                     | Vaccari Motori          | Yamaha      | [ 20 ] |
| 4     | Grande Prêmio Cascavel | 22 de noviembre  | Rafinha Fernandes             | Gustavo Manso                 | Mário Salles                  | Pilette Speed Tradition | Yamaha      | [ 21 ] |
| 5     | Grande Prêmio Pirelli  | 13 de diciembre  | Enzo Valentim Garcia          | Enzo Valentim Garcia          | Enzo Valentim Garcia          | Rangoni Motorsport      | Yamaha      | [ 22 ] |
| 5     | Grande Prêmio Pirelli  | 13 de diciembre  | Eduardo Burr                  | Eduardo Burr                  | Eduardo Burr                  | Santucci Motorsport     | Yamaha      | [ 23 ] |

### Yamalube R3 bLU cRU Cup - Categoría PRO
| Ronda | Gran Premio            | Fecha            | Pole Position            | Vuelta rápida            | Piloto ganador           | Equipo ganador      | Constructor | Ref.   |
| ----- | ---------------------- | ---------------- | ------------------------ | ------------------------ | ------------------------ | ------------------- | ----------- | ------ |
| 1     | Grande Prêmio Goiás    | 9 de agosto      | Michel Velludo           | Michel Velludo           | Michel Velludo           | Jaguar Dealers Team | Yamaha      | [ 24 ] |
| 1     | Grande Prêmio Goiás    | 9 de agosto      | Román Rodríguez          | Rafael Palmieri "Rizada" | Rafael Palmieri "Rizada" | Hartmann Racing     | Yamaha      | [ 25 ] |
| 2     | Grande Prêmio Curvelo  | 27 de septiembre | Hebert Pereira           | Michel Velludo           | Michel Velludo           | Jaguar Dealers Team | Yamaha      | [ 26 ] |
| 2     | Grande Prêmio Curvelo  | 27 de septiembre | Michel Velludo           | Hebert Pereira           | Michel Velludo           | Jaguar Dealers Team | Yamaha      | [ 27 ] |
| 3     | Grande Prêmio Gerais   | 1 de noviembre   | Alex Schultz             | Guilherme Soares         | Guilherme Soares         | Giraldi Tecno Sport | Yamaha      | [ 28 ] |
| 3     | Grande Prêmio Gerais   | 1 de noviembre   | Michel Velludo           | Michel Velludo           | Michel Velludo           | Jaguar Dealers Team | Yamaha      | [ 29 ] |
| 4     | Grande Prêmio Cascavel | 22 de noviembre  | Rafael Palmieri "Rizada" | Rafael Palmieri "Rizada" | Rafael Palmieri "Rizada" | Hartmann Racing     | Yamaha      | [ 30 ] |
| 4     | Grande Prêmio Cascavel | 22 de noviembre  | Rafael Palmieri "Rizada" | Rafael Palmieri "Rizada" | Rafael Palmieri "Rizada" | Hartmann Racing     | Yamaha      | [ 31 ] |
| 5     | Grande Prêmio Pirelli  | 13 de diciembre  | Pierre Balducci          | Pierre Balducci          | Rafael Palmieri "Rizada" | Hartmann Racing     | Yamaha      | [ 32 ] |
| 5     | Grande Prêmio Pirelli  | 13 de diciembre  | Pierre Balducci          | Izán Ferrero             | Pierre Balducci          | Lanza Motorsport    | Yamaha      | [ 33 ] |

## Calificación general

### Superbike
| Pos. | Rider                   | Moto     | Clase | GOI | CUR | GER | CAS | PIR | Pts. |
| ---- | ----------------------- | -------- | ----- | --- | --- | --- | --- | --- | ---- |
| 1    | Rodrigo Dazzi           | BMW      | PRO   | 11  | 5   | 1   | 2   | 1   | 86   |
| 2    | Lucas Cavalcanti        | Kawasaki | PRO   |     | 7   | 2   | 7   | 2   | 58   |
| 3    | Jirios Semaan Abboud    | Kawasaki | MAS   | 15  | 1   | 5   | 4   | INF | 50   |
| 4    | Michel Semaan Abboud    | Kawasaki | MAS   | DNS | 4   | 8   | 3   | 6   | 47   |
| 5    | Breno Pinto             | Yamaha   | PRO   | 12  | 6   | 3   |     | 3   | 46   |
| 6    | Luís Bertoli            | Kawasaki | LGT   | 5   | 9   | 12  | 5   | 7   | 42   |
| 7    | Guto Figueiredo         | Kawasaki | MAS   | 14  | 3   | 7   |     | 4   | 40   |
| 8    | Marcelo Strunk          | Aprilia  | MAS   |     | 2   | 6   | DNS |     | 30   |
| 9    | Márcio Bortolini        | Honda    | PRO   |     |     |     | 1   |     | 25   |
| 10   | Wendell Vaz             | BMW      | PRO   | 1   | Ret |     |     |     | 25   |
| 11   | Luís Ferraz             | BMW      | PRO   | 2   |     |     |     |     | 20   |
| 12   | Alan Dantas Souza       | Ducati   | LGT   | 19  | 11  | 11  | 6   |     | 20   |
| 13   | Pedro Lins              | BMW      | PRO   |     | 10  | 10  |     | 8   | 20   |
| 14   | Victor Villaverde       | Aprilia  | PRO   | 3   |     |     |     |     | 16   |
| 15   | Daniel Sánches          | BMW      | PRO   | 10  | 8   |     |     |     | 14   |
| 16   | Édson Luiz "Cachorrão"  | Suzuki   | PRO   | 9   |     | 9   |     |     | 14   |
| 17   | Victor Azevedo Oliveira | Kawasaki | LGT   |     |     | 4   |     |     | 13   |
| 18   | Raphael Santos          | Honda    | LGT   | 4   |     |     |     |     | 13   |
| 19   | Fernando Sobral         | Kawasaki | MAS   | 16  | 14  |     |     | 5   | 13   |
| 20   | William Barros          | Kawasaki | LGT   | 6   | 13  |     |     |     | 13   |
| 21   | Demétrius Machado       | BMW      | LGT   | 7   | 16  | 14  |     |     | 11   |
| 22   | Marcelo Dutra           | BMW      | LGT   | 8   |     |     |     |     | 8    |
| 23   | Gustavo Leite           | Kawasaki | MAS   | 17  | 12  |     |     |     | 4    |
| 24   | João Ricardo Reis       | BMW      | MAS   | 13  |     |     |     | Ret | 3    |
| 25   | Thiago Velten           | Kawasaki | LGT   |     |     | 13  |     |     | 3    |
| 26   | Carlos Griffo           | Kawasaki | LGT   |     | 15  |     |     |     | 1    |
| 27   | Leocácio Cordeiro       | BMW      | LGT   |     |     | 15  |     |     | 1    |
| 28   | Alessandro Andrade      | Kawasaki | PRO   | 23  |     |     |     |     | 0    |
| 29   | Ivan Bellarosa          | Honda    | MAS   |     |     |     |     | DNQ | 0    |
| 30   | Túlio Fernandes         | Ducati   | PRO   |     |     | DSQ |     |     | 0    |
| 31   | Alexandre Antônio       | Kawasaki | LGT   | 22  | 17  | 16  |     |     | 0    |
| 32   | Vinícius Freire         | Kawasaki | LGT   |     | 18  |     |     |     | 0    |
| 33   | Leonardo Brasil         | Honda    | LGT   |     | 19  |     |     |     | 0    |
| 34   | Danilo Costa            | Suzuki   | LGT   | 20  |     |     |     |     | 0    |
| 35   | Felipe Bittencourt      | BMW      | LGT   | 21  |     |     |     |     | 0    |
| 36   | Luís Felipe Charry      | BMW      | LGT   |     |     | Ret |     |     | 0    |
| 37   | Pedro Henrique Costa    | Ducati   | PRO   | Ret |     |     |     |     | 0    |
| 38   | Marcos Ramalho          | Honda    | MAS   | Ret |     |     |     |     | 0    |
| Pos. | Rider                   | Moto     | Clase | GOI | CUR | GER | CAS | PIR | Pts. |

| Color     | Resultado                                                               |
| --------- | ----------------------------------------------------------------------- |
| Oro       | Ganador                                                                 |
| Plata     | 2.ª plaza                                                               |
| Bronce    | 3.ª plaza                                                               |
| Verde     | Finalizó en los puntos                                                  |
| Azul      | Finalizó sin puntos                                                     |
| Azul      | NC - No clasificado                                                     |
| Violeta   | Ret - No terminó (Carrera)                                              |
| Rojo      | DNQ - No se clasificó                                                   |
| Negro     | DSQ - Descalificado                                                     |
| Blanco    | DNS - No empezó (carrera)                                               |
| Blanco    | WD - Retirado (fin de semana)                                           |
| Blanco    | C - Carrera cancelada                                                   |
| Sin color | DNP - Inscrito pero no participó                                        |
| Sin color | INJ - Lesionado                                                         |
| Sin color | EX - Excluido                                                           |
| Estado    | Resultado                                                               |
| Negrita   | Pole position                                                           |
| Cursiva   | Vuelta rápida                                                           |
| †         | Abandona, pero clasifica al completar el porcentaje requerido para ello |

### Campeonato de Constructores
| Pos. | Constructor | GOI | CUR | GER | CAS | PIR | Pts. |
| ---- | ----------- | --- | --- | --- | --- | --- | ---- |
| 1    | BMW         | 1   | 5   | 1   | 2   | 1   | 106  |
| 2    | Kawasaki    | 5   | 1   | 2   | 4   | 2   | 89   |
| 3    | Honda       | 4   | 19  |     | 1   | DNQ | 38   |
| 4    | Ducati      | 19  | 11  | 11  | 6   |     | 20   |
| 5    | Aprilia     | 3   |     |     |     |     | 16   |
| 6    | Suzuki      | 9   |     | 9   |     |     | 14   |
| Pos. | Rider       | GOI | CUR | GER | CAS | PIR | Pts. |

### Supersport 600
| Pos. | Rider                  | Moto     | Clase | GOI | CUR | GER | CAS | PIR | Pts. |
| ---- | ---------------------- | -------- | ----- | --- | --- | --- | --- | --- | ---- |
| 1    | Bruno César Borges     | Kawasaki | PRO   | 2   | 2   | 2   | 1   | 1   | 110  |
| 2    | Welber Barros          | Kawasaki | PRO   | 3   | 5   | 4   | 2   | 2   | 80   |
| 3    | Rodrigo Gregório       | Yamaha   | PRO   | Ret | 1   | 1   | 3   | 4   | 79   |
| 4    | Antônio Franzen        | Kawasaki | PRO   |     | 3   | 3   | 5   | 3   | 59   |
| 5    | Eduardo Barros         | Honda    | PRO   | 7   | 6   | DNS | 6   | 5   | 40   |
| 6    | Alex Pires             | Kawasaki | PRO   |     | 7   | 5   | Ret | 6   | 30   |
| 7    | Régis Santos           | Honda    | PRO   | 4   |     |     | 4   | Ret | 26   |
| 8    | Matheus Barbosa        | Kawasaki | PRO   | 1   |     |     |     |     | 25   |
| 9    | Toufic Haddad          | Yamaha   | PRO   |     | 4   |     |     | 9   | 20   |
| 10   | Vicente Flores Arteaga | Kawasaki | PRO   | 5   |     |     |     | Ret | 11   |
| 11   | Olímpio Antônio Filho  | Kawasaki | PRO   | 6   |     |     |     |     | 10   |
| 12   | Fran Lopes             | Kawasaki | PRO   |     | NC  |     | 7   |     | 9    |
| 13   | Gabriel Kannermann     | Honda    | PRO   |     |     |     |     | 7   | 9    |
| 14   | Carlos Quintas         | Yamaha   | PRO   |     |     |     | 8   |     | 8    |
| 15   | César Heua             | Gas Gas  | PRO   |     |     |     |     | 8   | 8    |
| 16   | Lucas Langoni          | Honda    | PRO   |     |     |     | 9   |     | 7    |
| Pos. | Rider                  | Moto     | Clase | GOI | CUR | GER | CAS | PIR | Pts. |

| Color     | Resultado                                                               |
| --------- | ----------------------------------------------------------------------- |
| Oro       | Ganador                                                                 |
| Plata     | 2.ª plaza                                                               |
| Bronce    | 3.ª plaza                                                               |
| Verde     | Finalizó en los puntos                                                  |
| Azul      | Finalizó sin puntos                                                     |
| Azul      | NC - No clasificado                                                     |
| Violeta   | Ret - No terminó (Carrera)                                              |
| Rojo      | DNQ - No se clasificó                                                   |
| Negro     | DSQ - Descalificado                                                     |
| Blanco    | DNS - No empezó (carrera)                                               |
| Blanco    | WD - Retirado (fin de semana)                                           |
| Blanco    | C - Carrera cancelada                                                   |
| Sin color | DNP - Inscrito pero no participó                                        |
| Sin color | INJ - Lesionado                                                         |
| Sin color | EX - Excluido                                                           |
| Estado    | Resultado                                                               |
| Negrita   | Pole position                                                           |
| Cursiva   | Vuelta rápida                                                           |
| †         | Abandona, pero clasifica al completar el porcentaje requerido para ello |

### Campeonato de Constructores
| Pos. | Constructor | GOI | CUR | GER | CAS | PIR | Pts. |
| ---- | ----------- | --- | --- | --- | --- | --- | ---- |
| 1    | Kawasaki    | 1   | 2   | 2   | 1   | 1   | 115  |
| 2    | Yamaha      | Ret | 1   | 1   | 3   | 4   | 79   |
| 3    | Honda       | 4   | 6   | DNS | 4   | 5   | 47   |
| 4    | Gas Gas     |     |     |     |     | 8   | 8    |
| Pos. | Rider       | GOI | CUR | GER | CAS | PIR | Pts. |

### Supersport 500
| Pos. | Rider                | Moto     | Clase | GOI | CUR | GER | CAS | PIR | Pts. |
| ---- | -------------------- | -------- | ----- | --- | --- | --- | --- | --- | ---- |
| 1    | Caíque Lanna Menezes | Yamaha   | 500   | 1   | 3   | 1   | 1   | 2   | 111  |
| 2    | Adalberto Pereira    | Kawasaki | 500   | 3   | 1   | DNS | 2   | 1   | 86   |
| 3    | Raquel Vaz           | Kawasaki | 500   | 2   | 4   | 2   | 3   | 3   | 85   |
| 4    | Eduardo Santana      | Kawasaki | 500   | 5   | 2   | 4   | 4   | 5   | 68   |
| 5    | Rafael Oliveira      | Kawasaki | 500   | 4   | 6   | 3   | 5   | 4   | 63   |
| 6    | Marcelo Louzada      | Honda    | 500   |     | 7   | 9   | 6   | 6   | 36   |
| 7    | José de Barros Neto  | Yamaha   | 500   | 6   | 9   | 7   | Ret | 7   | 35   |
| 8    | Fernando Sapun       | Suzuki   | 500   |     | 10  | 5   | 7   |     | 26   |
| 9    | Rogério Santos       | Ducati   | 500   |     | 5   | 10  |     |     | 17   |
| 10   | Leandro Mamut        | Ducati   | 500   | Ret | 8   | 8   |     |     | 16   |
| 11   | Wellington Pinheiro  | BMW      | 500   |     |     | 6   |     |     | 10   |
| 12   | Rodrigo Gallo        | Honda    | 500   |     | 11  |     |     |     | 5    |
| 13   | Yonathan Rodríguez   | Suzuki   | 500   | INF | WD  |     |     | Ret | 0    |
| 14   | Rodrigo Minoru       | BMW      | 500   |     |     |     | DSQ |     | 0    |
| Pos. | Rider                | Moto     | Clase | GOI | CUR | GER | CAS | PIR | Pts. |

| Color     | Resultado                                                               |
| --------- | ----------------------------------------------------------------------- |
| Oro       | Ganador                                                                 |
| Plata     | 2.ª plaza                                                               |
| Bronce    | 3.ª plaza                                                               |
| Verde     | Finalizó en los puntos                                                  |
| Azul      | Finalizó sin puntos                                                     |
| Azul      | NC - No clasificado                                                     |
| Violeta   | Ret - No terminó (Carrera)                                              |
| Rojo      | DNQ - No se clasificó                                                   |
| Negro     | DSQ - Descalificado                                                     |
| Blanco    | DNS - No empezó (carrera)                                               |
| Blanco    | WD - Retirado (fin de semana)                                           |
| Blanco    | C - Carrera cancelada                                                   |
| Sin color | DNP - Inscrito pero no participó                                        |
| Sin color | INJ - Lesionado                                                         |
| Sin color | EX - Excluido                                                           |
| Estado    | Resultado                                                               |
| Negrita   | Pole position                                                           |
| Cursiva   | Vuelta rápida                                                           |
| †         | Abandona, pero clasifica al completar el porcentaje requerido para ello |

### Campeonato de Constructores
| Pos. | Constructor | GOI | CUR | GER | CAS | PIR | Pts. |
| ---- | ----------- | --- | --- | --- | --- | --- | ---- |
| 1    | Yamaha      | 1   | 3   | 1   | 1   | 2   | 111  |
| 2    | Kawasaki    | 2   | 1   | 2   | 2   | 1   | 110  |
| 3    | Honda       |     | 7   | 9   | 6   | 6   | 36   |
| 4    | Suzuki      | INF | 10  | 5   | 7   | Ret | 26   |
| 5    | Ducati      | Ret | 5   | 8   |     |     | 19   |
| 6    | BMW         |     |     | 6   | DSQ |     | 10   |
| Pos. | Rider       | GOI | CUR | GER | CAS | PIR | Pts. |

### Supersport 300
| Pos. | Rider                            | Moto     | Clase | GOI | CUR | GER | CAS | PIR | Pts. |
| ---- | -------------------------------- | -------- | ----- | --- | --- | --- | --- | --- | ---- |
| 1    | Caíque Lanna Menezes             | Yamaha   | PRO   | 1   | 1   | 2   | 1   | 4   | 108  |
| 2    | João Arratia                     | Kawasaki | PRO   | 10  | 2   | 1   | Ret | 1   | 76   |
| 3    | Adalberto Pereira                | Kawasaki | LGT   | 5   | 7   | 5   | DSQ | 2   | 51   |
| 4    | Raquel Vaz                       | Kawasaki | LGT   | 3   | 3   | 7   | Ret | 11  | 46   |
| 5    | Lucca Heckler                    | Yamaha   | PRO   |     | 5   | 4   | 2   | Ret | 44   |
| 6    | Jorge Santos Jr                  | Kawasaki | PRO   |     | 9   | 8   | 4   | 3   | 44   |
| 7    | Waldemir Borges                  | Yamaha   | MAS   | 4   | 11  | 12  | 5   | 6   | 43   |
| 8    | João Fascinelli                  | Kawasaki | PRO   |     | 4   | 6   | 3   | Ret | 39   |
| 9    | Élton Nunes                      | Kawasaki | MAS   | 2   | 10  | 11  |     |     | 31   |
| 10   | José de Barros Neto              | Yamaha   | MAS   | 9   | 14  | 13  | 7   | 9   | 28   |
| 11   | Raphael Lopes                    | Kawasaki | PRO   |     | 6   | 3   |     |     | 26   |
| 12   | Miguel Henrique Daniel           | Yamaha   | PRO   |     |     |     | 6   | 7   | 19   |
| 13   | Cláudio Aleixo                   | Yamaha   | PRO   |     |     |     |     | 5   | 11   |
| 14   | Wesley Ramos                     | Kawasaki | PRO   |     | 13  |     |     | 8   | 11   |
| 15   | Vinícius Linhares                | Yamaha   | PRO   |     | 12  | 9   |     |     | 11   |
| 16   | Rafael Oliveira                  | Kawasaki | LGT   | 6   |     |     |     |     | 10   |
| 17   | Eduardo Santana                  | Kawasaki | LGT   | 7   |     |     |     |     | 9    |
| 18   | Wellington Laureano              | Kawasaki | MAS   | 8   | DNS | Ret |     |     | 8    |
| 19   | Danilo Caldeira                  | Yamaha   | PRO   |     | 8   |     |     |     | 8    |
| 20   | Benedito Alves                   | Yamaha   | MAS   | 11  | 15  | 14  |     |     | 8    |
| 21   | Ronaldo Viana                    | Kawasaki | PRO   |     |     |     |     | 10  | 6    |
| 22   | Guilherme Fernandes "Foguetinho" | Yamaha   | PRO   |     |     | 10  |     |     | 6    |
| 23   | Aurélio Rocha                    | Kawasaki | PRO   |     |     |     |     | 12  | 4    |
| 24   | Enzo Calgaroto Valentim          | Suzuki   | PRO   |     |     |     |     | 13  | 3    |
| 25   | Ricardo Rossi                    | Suzuki   | MAS   | Ret |     |     |     |     | 0    |
| Pos. | Rider                            | Moto     | Clase | GOI | CUR | GER | CAS | PIR | Pts. |

| Color     | Resultado                                                               |
| --------- | ----------------------------------------------------------------------- |
| Oro       | Ganador                                                                 |
| Plata     | 2.ª plaza                                                               |
| Bronce    | 3.ª plaza                                                               |
| Verde     | Finalizó en los puntos                                                  |
| Azul      | Finalizó sin puntos                                                     |
| Azul      | NC - No clasificado                                                     |
| Violeta   | Ret - No terminó (Carrera)                                              |
| Rojo      | DNQ - No se clasificó                                                   |
| Negro     | DSQ - Descalificado                                                     |
| Blanco    | DNS - No empezó (carrera)                                               |
| Blanco    | WD - Retirado (fin de semana)                                           |
| Blanco    | C - Carrera cancelada                                                   |
| Sin color | DNP - Inscrito pero no participó                                        |
| Sin color | INJ - Lesionado                                                         |
| Sin color | EX - Excluido                                                           |
| Estado    | Resultado                                                               |
| Negrita   | Pole position                                                           |
| Cursiva   | Vuelta rápida                                                           |
| †         | Abandona, pero clasifica al completar el porcentaje requerido para ello |

### Campeonato de Constructores
| Pos. | Constructor | GOI | CUR | GER | CAS | PIR | Pts. |
| ---- | ----------- | --- | --- | --- | --- | --- | ---- |
| 1    | Yamaha      | 1   | 1   | 2   | 1   | 4   | 108  |
| 2    | Kawasaki    | 3   | 3   | 1   | 3   | 1   | 98   |
| 3    | Suzuki      | Ret |     |     |     | 13  | 3    |
| Pos. | Rider       | GOI | CUR | GER | CAS | PIR | Pts. |

### Yamalube R3 bLU cRU Cup - Categoría Talent
| Pos. | Rider                         | Moto   | Clase | GOI | GOI | CUR | CUR | GER | GER | CAS | CAS | PIR | PIR | Pts. |
| Pos. | Rider                         | Moto   | Clase | RD1 | RD2 | RD1 | RD2 | RD1 | RD2 | RD1 | RD2 | RD1 | RD2 | Pts. |
| ---- | ----------------------------- | ------ | ----- | --- | --- | --- | --- | --- | --- | --- | --- | --- | --- | ---- |
| 1    | Humberto Maier "Turquinho Jr" | Yamaha | TLT   | 2   | 2   | 2   | 1   | 2   | 3   | Ret | 2   | 2   | 3   | 177  |
| 2    | Fábio Florian                 | Yamaha | TLT   | 4   | 4   | 3   | 2   | 1   | 2   | 4   | 6   | 3   | 18  | 122  |
| 3    | Caíque Lanna Menezes          | Yamaha | TLT   | 13  | 5   | 1   | 3   | Ret | 13  | 5   | 3   | 6   | 6   | 111  |
| 4    | Gustavo Manso                 | Yamaha | TLT   | 5   | 3   | 4   | 5   | 5   | 6   | 3   | 9   | INF | 13  | 107  |
| 5    | Kevin Fontainha               | Yamaha | TLT   | 8   | 6   | 7   | 4   | 8   | 7   | 2   | 4   | 4   | Ret | 100  |
| 6    | Eduardo Burr                  | Yamaha | TLT   | 9   | 13  | 10  | 6   | 7   | 8   | 12  | 12  | Ret | 1   | 83   |
| 7    | Mário Salles                  | Yamaha | TLT   | 10  | 11  | 13  | 11  | 10  | 9   | 6   | 1   | 17  | 17  | 80   |
| 8    | Facundo Llambias              | Yamaha | TLT   |     |     |     |     | Ret | 1   | 7   | 5   | Ret | 2   | 79   |
| 9    | Kaywan Freire "Kaká Fumaça"   | Yamaha | TLT   | 1   | 9   | 14  | 12  | 3   | Ret | 9   | 8   | 5   | 5   | 77   |
| 10   | Renan Fui                     | Yamaha | TLT   | 16  | 7   | 12  | 9   | 4   | 4   | 1   | 11  | 8   | 8   | 75   |
| 11   | João Arratia                  | Yamaha | TLT   | 3   | 10  | Ret | 8   | 6   | 5   | 19  | Ret | 11  | 12  | 68   |
| 12   | João Fascinelli               | Yamaha | TLT   | 14  | 15  | 9   | 7   | 11  | 12  | 13  | 13  | 7   | 9   | 50   |
| 13   | Rafinha Fernandes             | Yamaha | TLT   | 6   | 8   | 15  | 13  | 12  | 11  | 14  | 14  | 10  | 11  | 46   |
| 14   | Leopoldo Manella              | Yamaha | TLT   | 7   | 1   | 5   | Ret |     |     |     |     |     |     | 45   |
| 15   | Pedro Balla                   | Yamaha | TLT   | 15  | 16  | 11  | DNS | 9   | 10  | 8   | Ret | 9   | 7   | 43   |
| 16   | Enzo Maccapani                | Yamaha | TLT   | 11  | 14  | 6   | 10  | 13  | 14  | 10  | 10  | NC  | Ret | 40   |
| 17   | Enzo Valentim Garcia          | Yamaha | TLT   |     |     |     |     |     |     |     |     | 1   | 4   | 38   |
| 18   | Lucca Augusto Mello           | Yamaha | TLT   | 18  | 17  | 8   | Ret | 15  | 15  | 11  | 7   | 12  | 10  | 34   |
| 19   | Rubens Mesquita               | Yamaha | TLT   | 12  | 12  |     |     |     |     |     |     |     |     | 8    |
| 20   | Miguel Henrique "Carioca"     | Yamaha | TLT   | 20  | 21  | 17  | 15  | DSQ | 19  | 16  | 16  | 13  | Ret | 4    |
| 21   | Julian Nascimento             | Yamaha | TLT   |     |     |     |     |     |     |     |     | 14  | 14  | 4    |
| 22   | Matheus Machado               | Yamaha | TLT   | 21  | 20  | 19  | 17  | 16  | 16  | 15  | 15  | Ret | 15  | 3    |
| 23   | Sarah Conessa                 | Yamaha | TLT   | 19  | 18  | 18  | 16  | 14  | 17  | 17  | 17  | 16  | 16  | 2    |
| 24   | Cauã Rodrigues                | Yamaha | TLT   | Ret | 19  | 16  | 14  |     |     |     |     |     |     | 2    |
| 25   | Juan Viera                    | Yamaha | TLT   |     |     |     |     |     |     |     |     | 15  | Ret | 1    |
| 26   | Brayann Ligeirinho            | Yamaha | TLT   | 17  | DNS |     |     |     |     |     |     |     |     | 0    |
| 27   | Facundo Mora                  | Yamaha | TLT   |     |     |     |     |     |     |     |     | 18  | Ret | 0    |
| 28   | Alex Cauã                     | Yamaha | TLT   |     |     |     |     |     |     | 18  | INF |     |     | 0    |
| 29   | Rubén Yáñez                   | Yamaha | TLT   |     |     |     |     | DNS | 18  |     |     |     |     | 0    |
| 30   | Téo Mascarenhas               | Yamaha | TLT   |     |     | Ret | Ret |     |     |     |     |     |     | 0    |
| Pos. | Rider                         | Moto   | Clase | GOI | GOI | CUR | CUR | GER | GER | CAS | CAS | PIR | PIR | Pts. |

| Color     | Resultado                                                               |
| --------- | ----------------------------------------------------------------------- |
| Oro       | Ganador                                                                 |
| Plata     | 2.ª plaza                                                               |
| Bronce    | 3.ª plaza                                                               |
| Verde     | Finalizó en los puntos                                                  |
| Azul      | Finalizó sin puntos                                                     |
| Azul      | NC - No clasificado                                                     |
| Violeta   | Ret - No terminó (Carrera)                                              |
| Rojo      | DNQ - No se clasificó                                                   |
| Negro     | DSQ - Descalificado                                                     |
| Blanco    | DNS - No empezó (carrera)                                               |
| Blanco    | WD - Retirado (fin de semana)                                           |
| Blanco    | C - Carrera cancelada                                                   |
| Sin color | DNP - Inscrito pero no participó                                        |
| Sin color | INJ - Lesionado                                                         |
| Sin color | EX - Excluido                                                           |
| Estado    | Resultado                                                               |
| Negrita   | Pole position                                                           |
| Cursiva   | Vuelta rápida                                                           |
| †         | Abandona, pero clasifica al completar el porcentaje requerido para ello |

### Yamalube R3 bLU cRU Cup - Categoría PRO
| Pos. | Rider                        | Moto   | Clase | GOI | GOI | CUR | CUR | GER | GER | CAS | CAS | PIR | PIR | Pts. |
| Pos. | Rider                        | Moto   | Clase | RD1 | RD2 | RD1 | RD2 | RD1 | RD2 | RD1 | RD2 | RD1 | RD2 | Pts. |
| ---- | ---------------------------- | ------ | ----- | --- | --- | --- | --- | --- | --- | --- | --- | --- | --- | ---- |
| 1    | Rafael Palmieri "Rizada"     | Yamaha | PRO   | 2   | 1   | 4   | 4   | 2   | 4   | 1   | 1   | 1   | 2   | 194  |
| 2    | Michel Velludo               | Yamaha | PRO   | 1   | 3   | 1   | 1   | 3   | 1   | 3   | 3   | 3   | 3   | 193  |
| 3    | Guilherme Soares             | Yamaha | PRO   | 3   | 2   | 5   | 5   | 1   | 3   | 5   | 5   | 6   | 4   | 143  |
| 4    | Hebert Pereira               | Yamaha | PRO   |     |     | 2   | 2   | 10  | Ret | 2   | 2   | Ret | DNS | 141  |
| 5    | Pierre Balducci              | Yamaha | PRO   | 4   | 4   | 7   | 6   | 6   | 5   | 6   | 4   | 2   | 1   | 111  |
| 6    | Alex Schultz                 | Yamaha | PRO   | 5   | 5   | 3   | 3   | 4   | 2   | 4   | 6   | 4   | Ret | 109  |
| 7    | Flávio Brito                 | Yamaha | PRO   | 7   | 7   | 8   | 9   | 7   | 6   | 8   | 11  | 5   | Ret | 80   |
| 8    | Luiz Kik Tavares             | Yamaha | PRO   | 6   | 6   | 9   | 8   | 14  | 10  | 10  | 13  | 7   | 5   | 75   |
| 9    | Édson Pikoloco "Edinho"      | Yamaha | PRO   | 9   | 9   | 6   | 7   | 5   | 7   | 12  | 10  | 11  | 9   | 75   |
| 10   | Henrique Franco              | Yamaha | PRO   | 11  | 11  | Ret | 10  | 8   | 8   | 9   | 9   | 15  | 12  | 72   |
| 11   | Ricardo Castilho             | Yamaha | PRO   | 10  | 12  | 11  | Ret | Ret | 9   | 11  | 8   | 9   | Ret | 63   |
| 12   | José Altair "Tico"           | Yamaha | PRO   | 13  | 14  | 10  | 11  | 9   | 13  | Ret | 14  | 10  | 8   | 42   |
| 13   | Nestore Guarino Sr.          | Yamaha | PRO   | 12  | 13  | 12  | DSQ | 13  | 11  |     |     | 20  | 17  | 38   |
| 14   | Ronaldo Guimarães "Suricato" | Yamaha | PRO   | 8   | 8   | Ret | DNS | INF | 12  |     |     | 12  | 11  | 29   |
| 15   | Victor Costa                 | Yamaha | PRO   |     |     |     |     | 12  | 14  |     |     | 8   | 6   | 24   |
| 16   | Thiago Winker                | Yamaha | PRO   |     |     |     |     |     |     | 7   | 7   | Ret | 15  | 19   |
| 17   | Nestore Francisco Guarino    | Yamaha | PRO   |     |     |     |     | 11  | 15  |     |     | 17  | 7   | 15   |
| 18   | Román Rodríguez              | Yamaha | PRO   | Ret | 10  |     |     |     |     |     |     | 16  | 10  | 12   |
| 19   | Jorge Ramos                  | Yamaha | PRO   |     |     |     |     |     |     | 13  | 12  | 19  | 13  | 10   |
| 20   | Gustavo Ramírez              | Yamaha | PRO   |     |     |     |     |     |     |     |     | 13  | 16  | 3    |
| 21   | Kevin Salazar                | Yamaha | PRO   | DNS | DNQ |     |     |     |     |     |     | 18  | 14  | 2    |
| 22   | Izán Ferrero                 | Yamaha | PRO   |     |     |     |     |     |     |     |     | 14  | Ret | 2    |
| 23   | Rodolfo Martins              | Yamaha | PRO   |     |     |     |     | DNS | 16  |     |     |     |     | 0    |
| 24   | Marcelo Saracchi             | Yamaha | PRO   | Ret | DNS |     |     |     |     |     |     | DNS | DNS | 0    |
| Pos. | Rider                        | Moto   | Clase | GOI | GOI | CUR | CUR | GER | GER | CAS | CAS | PIR | PIR | Pts. |

| Color     | Resultado                                                               |
| --------- | ----------------------------------------------------------------------- |
| Oro       | Ganador                                                                 |
| Plata     | 2.ª plaza                                                               |
| Bronce    | 3.ª plaza                                                               |
| Verde     | Finalizó en los puntos                                                  |
| Azul      | Finalizó sin puntos                                                     |
| Azul      | NC - No clasificado                                                     |
| Violeta   | Ret - No terminó (Carrera)                                              |
| Rojo      | DNQ - No se clasificó                                                   |
| Negro     | DSQ - Descalificado                                                     |
| Blanco    | DNS - No empezó (carrera)                                               |
| Blanco    | WD - Retirado (fin de semana)                                           |
| Blanco    | C - Carrera cancelada                                                   |
| Sin color | DNP - Inscrito pero no participó                                        |
| Sin color | INJ - Lesionado                                                         |
| Sin color | EX - Excluido                                                           |
| Estado    | Resultado                                                               |
| Negrita   | Pole position                                                           |
| Cursiva   | Vuelta rápida                                                           |
| †         | Abandona, pero clasifica al completar el porcentaje requerido para ello |

### Sistema de puntuación
Es lícito descartar los tres peores resultados de la temporada.
| Puntuación | 1° | 2° | 3° | 4° | 5° | 6° | 7° | 8° | 9° | 10° | 11° | 12° | 13° | 14° | 15° |
| ---------- | -- | -- | -- | -- | -- | -- | -- | -- | -- | --- | --- | --- | --- | --- | --- |
| Carrera    | 25 | 20 | 16 | 13 | 11 | 10 | 9  | 8  | 7  | 6   | 5   | 4   | 3   | 2   | 1   |

## Cobertura televisiva
Las Carreras de lo Campeonato Brasileño de Superbikes se transmiten por Televisión por Cable incluyendo: ESPN, Fox Sports, Movistar+, CBS Sports y NBC Sports. 

### Cobertura en Brasil
| Transmissão | Transmissão                    |
| ----------- | ------------------------------ |
| SporTV      | Narração: Eugênio Rizzardo     |
| SporTV      | Narração: Rogério Rockenbach   |
| SporTV      | Comentários: Pedro Della Corte |
| SporTV      | Comentários: Karen Battaglia   |

| Transmissão | Transmissão                      |
| ----------- | -------------------------------- |
| Band        | Narração: Eduardo Vaz            |
| Band        | Narração: Márcio Possamai        |
| Band        | Comentários: Gilberto Bertarello |
| Band        | Comentários: Ana Coser Mazutti   |

| Transmissão | Transmissão                         |
| ----------- | ----------------------------------- |
| BandSports  | Narração: Celso Miranda             |
| BandSports  | Narração: Gian Calabrese            |
| BandSports  | Comentários: Robson Amaral          |
| BandSports  | Comentários: Claudia Refatti Benato |

| Transmissão | Transmissão                   |
| ----------- | ----------------------------- |
| YouTube     | Narração: Octávio Muniz       |
| YouTube     | Narração: Thiago Fabris       |
| YouTube     | Comentários: Ivar Castagnetti |
| YouTube     | Comentários: Henrique Gava    |

### Otros países
- Colombia: RCN Televisión y RCN HD2
- Portugal: Sport TV
- Reino Unido: BT Sport
- Canadá: Sportsnet
- España: Movistar+
- Hispanoamérica: ESPN y Star+

### Enlaces de transmisión
| Internet (Global) |
| ----------------- |
| YouTube           |
| Motorsport.tv     |
| Facebook          |
| Zoome             |
| Catve.com         |
| Auto Videos       |
| Twitch            |